# خارخیرا
خارخیرا (به لاتین: Kharkhiraa) یک کوه است که در مغولستان واقع شده‌است. خارخیرا ۴٬۰۴۰ متر بالاتر از سطح دریا واقع شده‌است.